# Aleksandr Tîșler
Aleksandr Grigorievici Tîșler (rusă Александр Григорьевич Тышлер) (n. 26 iulie (14 iulie stil vechi) 1898 la Melitopol, d. 5 iulie 1980 la Moscova) a fost un pictor rus.
1. 1 2  RKDartists, accesat în 23 august 2017
2. ↑  Тышлер Александр Григорьевич, Marea Enciclopedie Sovietică (1969–1978)[*]
3. ↑  Aleksandr Tyshler, Tyshler, Aleksandr[*]